# Корчунок (Яворівський район)
Корчу́нок — село в Україні, у Яворівському районі Львівської області. Населення становить 23 особи. Орган місцевого самоврядування - Мостиська міська рада.